# Bifenox
Bifenox (ISO-naam) is een herbicide met de chemische structuur van een difenylether. Het is in het begin van de jaren '70 ontwikkeld door Mobil Oil Corporation en gecommercialiseerd in het product Modown, ook door Rhône Poulenc. In Europa brengt het Duitse bedrijf FCS (Feinchemie Schwebda) bifenox op de markt onder de handelsnaam Fox en in een aantal andere producten waarin de stof gecombineerd is met andere actieve stoffen.

## Werking
Bifenox kan worden toegepast bij de teelt van graangewassen. Bifenox wordt opgenomen door bladeren, scheuten en wortels van de jonge tweezaadlobbige plantjes. Het tast het celmembraan aan en remt de fotosynthese in de planten.

## Regelgeving
Bifenox is door de Europese Unie opgenomen in de lijst van toegelaten gewasbeschermingsmiddelen (volgens de Richtlijn 91/414/EEG) voor een periode van 1 januari 2009 tot 31 december 2018.
In België zijn enkel producten van Feinchemie Schwebda erkend die naast bifenox nog andere actieve stoffen bevatten: Milan (bifenox + pyraflufen-ethyl), Bifenix N (bifenox + isoproturon), Foxpro D (bifenox + ioxynil + mecoprop-P) en Verigal D (bifenox + mecoprop-P). Verigal D is ook in Nederland erkend.

## Toxicologie en veiligheid
Bifenox heeft een lage acute orale toxiciteit in ratten (LD50 > 5000 mg/kg), maar dit is minder uitgesproken in muizen (LD50: 1540–1780 mg/kg). Het product wordt nu enkel nog ingedeeld als zijnde milieugevaarlijk.
Bifenox is niet genotoxisch en waarschijnlijk niet carcinogeen (de beschikbare gegevens zijn volgens EFSA van onvoldoende kwaliteit om hierover een duidelijk besluit te vormen).
De stof is toxisch tot zeer toxisch voor waterorganismen, in het bijzonder voor groene algen en hogere waterplanten. Het is een van de prioritaire stoffen op het gebied van het waterbeleid in de Europese Unie, waarvoor gestreefd wordt naar een vermindering van de verontreiniging en het stopzetten of geleidelijk beëindigen van lozingen of emissies in water.
De aanvaardbare dagelijkse inname (ADI) is vastgesteld op 0,3 mg/kg lichaamsgewicht per dag.